# Bikar karla 2012
La Coppa d'Islanda 2012 è stata la 53ª edizione del torneo. La competizione è iniziata il 1º maggio ed è terminata il 18 agosto 2012. Il KR Reykjavík ha vinto il trofeo per la tredicesima volta, la seconda consecutiva.

## Turno preliminare
| Squadra 1      | Risultato | Squadra 2 |
| -------------- | --------- | --------- |
| 1º maggio 2012 |           |           |
| Kormákur       | 1 – 0     | Hamrarnir |

## Primo turno
Hanno partecipato a questo turno 36 squadre delle categorie inferiori e 10 provenienti dalla 2. deild karla.
| Squadra 1        | Risultato         | Squadra 2      |
| ---------------- | ----------------- | -------------- |
| 4 maggio 2012    |                   |                |
| ÍH               | 2 – 1             | Grundarfjörður |
| 5 maggio 2012    |                   |                |
| KFS              | 2 – 1             | Ármann         |
| Huginn           | 1 – 4             | Leiknir F.     |
| 6 maggio 2012    |                   |                |
| Dalvík/Reynir    | 4 – 1             | Völsungur      |
| HK Kópavogur     | 3 – 2 (dts)       | KV             |
| Stál-úlfur       | 1 – 4             | Afturelding    |
| Hamar            | 1 – 1 (4 – 3 dtr) | Hönd Mídasar   |
| Reynis           | 8 – 0             | SR             |
| Njarðvík         | 10 – 1            | Kjalnesinga    |
| Magni            | 4 – 0             | Kormákur       |
| Gnúpverjar       | 0 – 2             | Þróttur Vogum  |
| KF Fjallabyggðar | 5 – 1             | Drangey        |
| 8 maggio 2012    |                   |                |
| Ísbjörninn       | 2 – 4             | Ægir           |
| Hvíti riddarinn  | 4 – 1             | Afríka         |
| Árborg           | 1 – 0             | Víðir Garði    |
| KFR              | 7 – 8             | KB             |
| Léttir           | 2 – 1             | Skínandi       |
| Þór Þorlákshöfn  | 3 – 1             | Stokkseyri     |
| Elliði           | 1 – 2 (dts)       | Björninn       |
| Kári             | 6 – 1             | KH Reykjavík   |
| Hómer Reykjavík  | 1 – 3             | Augnablik      |
| 9 maggio 2012    |                   |                |
| Berserkir        | 3 – 1             | Álftanes       |
| Ýmir             | 6 – 5             | KFG            |

## Secondo turno
Hanno partecipato a questo turno le 23 vincitrici del turno precedente, 1 squadra dalle categorie inferiori, 4 dalla 2. deild karla e tutti i 12 club della 1. deild karla.
| Squadra 1        | Risultato   | Squadra 2         |
| ---------------- | ----------- | ----------------- |
| 15 maggio 2012   |             |                   |
| Augnablik        | 2 – 0       | Hamar             |
| 16 maggio 2012   |             |                   |
| Leiknir          | 3 – 1       | HK Kópavogur      |
| Fákur            | 2 – 3       | Víkingur          |
| KFF Fjarðabyggð  | 4 – 2       | Sindri Hofn       |
| Björninn         | 0 – 1       | Þróttur Vogum     |
| Njarðvík         | 4 – 2       | ÍR Reykjavík      |
| Léttir           | 0 – 5       | Þróttur           |
| Berserkir        | 1 – 2       | Grótta            |
| Ýmir             | 0 – 3       | Reynis            |
| Árborg           | 4 – 5 (dts) | KB                |
| Snæfell          | 0 – 31      | Haukar            |
| Magni            | 0 – 7       | KA Akureyri       |
| Dalvík/Reynir    | 2 – 0       | Tindastóll        |
| Ægir             | 1 – 4       | Víkingur Ólafsvík |
| Höttur           | 7 – 1       | Leiknir F.        |
| Afturelding      | 3 – 0       | Kári              |
| 17 maggio 2012   |             |                   |
| BÍ/Bolungarvík   | 4 – 3       | ÍH                |
| Þór Þorlákshöfn  | 0 – 6       | Fjölnir           |
| Hvíti riddarinn  | 2 – 5       | KFS               |
| 22 maggio 2012   |             |                   |
| KF Fjallabyggðar | 1 – 3       | Þór               |

## Sedicesimi di finale
Hanno partecipato a questo turno le 20 vincenti del turno precedente e le 12 squadre di Úrvalsdeild 2012.
| Squadra 1         | Risultato         | Squadra 2        |
| ----------------- | ----------------- | ---------------- |
| 6 giugno 2012     |                   |                  |
| Keflavík          | 0 – 1             | Grindavík        |
| Fram Reykjavík    | 1 – 1 (4 – 3 dtr) | Haukar           |
| Víkingur          | 2 – 0             | Fjölnir          |
| Leiknir           | 1 – 2             | Þróttur          |
| KA Akureyri       | 2 – 0             | KFF Fjarðabyggð  |
| Augnablik         | 1 – 4             | Höttur           |
| Dalvík/Reynir     | 1 – 3             | Reynis           |
| 7 giugno 2012     |                   |                  |
| KFS               | 0 – 1             | KB               |
| Selfoss           | 2 – 1             | Njarðvík         |
| Stjarnan          | 4 – 1             | Grótta           |
| Þróttur Vogum     | 1 – 3             | Afturelding      |
| 8 giugno 2012     |                   |                  |
| Þór               | 1 – 4             | Valur            |
| FH Hafnarfjörður  | 1 – 1 (2 – 3 dtr) | Fylkir           |
| Breiðablik        | 5 – 0             | BÍ/Bolungarvík   |
| ÍA Akraness       | 1 – 2             | KR Reykjavík     |
| 12 giugno 2012    |                   |                  |
| Víkingur Ólafsvík | 0 – 2             | ÍBV Vestmannæyja |

## Ottavi di finale
| Squadra 1        | Risultato   | Squadra 2      |
| ---------------- | ----------- | -------------- |
| 21 giugno 2012   |             |                |
| Þróttur          | 2 – 1 (dts) | Valur          |
| 25 giugno 2012   |             |                |
| ÍBV Vestmannæyja | 6 – 1       | Höttur         |
| Afturelding      | 2 – 3       | Fram Reykjavík |
| KA Akureyri      | 2 – 3       | Grindavík      |
| Stjarnan         | 1 – 0 (dts) | Reynis         |
| Selfoss          | 4 – 0       | KB             |
| 26 giugno 2012   |             |                |
| Víkingur         | 2 – 1       | Fylkir         |
| KR Reykjavík     | 3 – 0       | Breiðablik     |

## Quarti di finale
| Squadra 1        | Risultato | Squadra 2      |
| ---------------- | --------- | -------------- |
| 8 luglio 2012    |           |                |
| ÍBV Vestmannæyja | 1 – 2     | KR Reykjavík   |
| Þróttur          | 3 – 0     | Selfoss        |
| Víkingur         | 0 – 3     | Grindavík      |
| 9 luglio 2012    |           |                |
| Stjarnan         | 2 – 1     | Fram Reykjavík |

## Semifinali
| Arbitro: | Magnús Þórisson |

|                              |           |  |
| Doninger 25’, 67’ Scholz 85’ | Marcatori |  |

| Arbitro: | Erlendur Eiríksson |

|  |           |            |
|  | Marcatori | 43’ Martin |

## Finale
| Arbitro: | Þóroddur Hjaltalín Jr. |

|                           |           |                  |
| Martin 32’ Sigurðsson 84’ | Marcatori | 6’ G. Jóhannsson |